# Maurice Ravel
Joseph-Maurice Ravel (wym. [ʒɔzɛf mɔʁis ʁavɛl]) (ur. 7 marca 1875 w Ciboure, zm. 28 grudnia 1937 w Paryżu) – francuski kompozytor i pianista, jeden z przedstawicieli impresjonizmu. Choć większość jego dzieł stanowią pieśni i utwory fortepianowe, to najbardziej znane są jego utwory orkiestrowe, a przede wszystkim Boléro.
Jego styl muzyczny charakteryzował się subtelną rytmiką, bogatą harmonią i wyrafinowaną orkiestracją. Utwory Ravela wymagają od instrumentalistów brawury wykonawczej.

## Życiorys
Pochodził z kulturowo mieszanej rodziny. Jego ojciec miał szwajcarskie pochodzenie, a matka była Baskijką. Uczyniło to go wrażliwym na kultury narodowe i regionalne. W twórczości Ravela można znaleźć inspiracje muzyką hiszpańską w Rapsodii hiszpańskiej czy operze Godzina hiszpańska, oraz orientalną w Szeherezadzie. W jego muzyce zdarzają się wyraźne nawiązania do Potężnej Gromadki: Taniec wojenny zamykający I suitę Dafnis i Chloe przypomina Taniec kurcząt w skorupkach z Obrazków z wystawy, wcześniej w balecie pojawia się reminiscencja Tańców połowieckich z Kniazia Igora Borodina. Ravela, podobnie jak Debussy’ego, zafascynowała oryginalność muzyki rosyjskiej, która w początkach XX wieku była popularna wśród paryskiej publiczności.
Odbył studia w Konserwatorium Paryskim w latach 1889–1895 i ponownie w 1897–1905. Pięciokrotnie w czasie pobytu w konserwatorium próbował zdobyć prestiżową nagrodę Prix de Rome, jednak bez rezultatu. Po przegranej w 1905 roku wycofał się z konserwatorium.
W początkowym okresie twórczości pozostawał pod wpływem romantyków, w szczególności Emmanuela Chabriera oraz modernisty Erika Satie, których poznał osobiście. W późniejszych latach był pionierem impresjonizmu, a jednocześnie rywalem Claude’a Debussy’ego w pierwszeństwie do miana prekursora tego stylu w muzyce. W powojennym (po I wojnie światowej) okresie twórczości zbliża się do neoklasycyzmu.

## Odznaczenia
- Order Leopolda (Belgia) – 1926[1]
- Order Karola I (Rumunia) – 1932[1]
- Komandor z Gwiazdą Orderu Izabeli Katolickiej (Hiszpania) – 1932[1]

W 1920 roku został przedstawiony do odznaczenia Legią Honorową, jednak odmówił jej przyjęcia.

## Twórczość
Ravel komponował przy fortepianie, następnie rozpisywał gotowy utwór na orkiestrę. Wiele swoich miniatur fortepianowych po latach opracował na orkiestrę. Instrumentował również utwory innych kompozytorów, np. cykl miniatur fortepianowych Obrazki z wystawy Modesta Musorgskiego. Jest twórcą instrumentacji kadysza na skrzypce i fortepian.
| Lata pracy  | Tytuł                                     | Uwagi/Forma muzyczna                                                    |
| ----------- | ----------------------------------------- | ----------------------------------------------------------------------- |
|             | Pièce en forme de Habanera                | Transkrypcja                                                            |
| 1888        | Variations on a theme by Grieg            | wariacje                                                                |
| 1888        | Variations on a theme by Schumann         | wariacje                                                                |
| 1892 – 1893 | Sérénade grotesque                        | Miniatura fortepianowa                                                  |
| 1893        | Ballade de la reine morte d’aimer         | Utwór na głos i fortepian                                               |
| 1895        | Un grand sommeil noir                     | Utwór na głos i fortepian                                               |
| 1895        | Menuet antique                            | Menuet                                                                  |
| 1895 – 1896 | Sites auriculaires                        | Duet fortepianowy                                                       |
| 1896        | D’Anne jouant de l’espinette              | Utwór na głos i fortepian                                               |
| 1896        | Sainte                                    | Utwór na głos i fortepian                                               |
| 1896        | La parade                                 | Miniatura fortepianowa                                                  |
| 1897        | Sonata No. 1                              | Duet na skrzypce i fortepian                                            |
| 1898        | Chanson du rouet                          | Utwór na głos i fortepian                                               |
| 1898        | Si morne!                                 | Utwór na głos i fortepian                                               |
| 1898        | Shéhérazade                               | Utwór na orkiestrę                                                      |
| 1898        | Valse D-dur                               | Walc                                                                    |
| 1899        | D’Anne qui me jecta de la neige           | Utwór na głos i fortepian                                               |
| 1899        | Epigrammes de Clément Marot               | Utwór na głos i fortepian                                               |
| 1899        | Pavane pour une Infante défunte           | Miniatura fortepianowa                                                  |
| 1900        | Les bayadères                             | Kantata                                                                 |
| 1900        | Fugue F-dur                               | Fuga                                                                    |
| 1900        | Fugue D-dur                               | Fuga                                                                    |
| 1901        | Myrrha                                    | Kantata                                                                 |
| 1901        | Tout est lumière                          | Kantata                                                                 |
| 1901        | Jeux d’eau                                | Miniatura fortepianowa                                                  |
| 1902        | Alcyone                                   | Kantata                                                                 |
| 1902        | La nuit                                   | Kantata                                                                 |
| 1902        | Fuga Es-dur                               | Fuga                                                                    |
| 1902 – 1903 | Kwartet smyczkowy F-dur                   | Kwartet smyczkowy                                                       |
| 1903        | Manteau de fleurs                         | Utwór na głos i fortepian                                               |
| 1903        | Alyssa                                    | Kantata                                                                 |
| 1903        | Matinée de Provence                       | Kantata                                                                 |
| 1903        | Fuga e-moll                               | Fuga                                                                    |
| 1903        | Asie                                      | Utwór na głos i orkiestrę                                               |
| 1903        | La flûte enchantée                        | Utwór na głos i orkiestrę                                               |
| 1903        | L’indifférent                             | Utwór na głos i orkiestrę                                               |
| 1903        | Shéhérazade                               | Utwór na głos i orkiestrę                                               |
| 1903 – 1904 | Sonatine                                  | Utwór orkiestralny                                                      |
| 1904        | Chanson des cueilleuses de lentiques      | Utwór na głos i fortepian                                               |
| 1904        | Quel galant m’est comparable              | Utwór na głos i fortepian                                               |
| 1904        | Menuet in cis-moll                        | Menuet                                                                  |
| 1904 – 1905 | Miroirs                                   | Miniatura fortepianowa                                                  |
| 1904 – 1905 | Cinq mélodies populaires grecques         | Utwór na głos i fortepian                                               |
| 1905        | Noël des jouets                           | Utwór na głos i fortepian                                               |
| 1905        | L’aurore                                  | Kantata                                                                 |
| 1905        | Fugua C-dur                               | Fuga                                                                    |
| 1905        | Introduction et Allegro                   | Utwór na harfę z akompaniamentem kwartetu smyczkowego, fletu i klarnetu |
| 1905 – 1906 | Chanson de la mariée                      | Utwór na głos i fortepian                                               |
| 1905 – 1906 | Là-bas, vers l'église                     | Utwór na głos i fortepian                                               |
| 1905 – 1906 | Tout gai!                                 | Utwór na głos i fortepian                                               |
| 1906        | Le cygne                                  | Utwór na głos i fortepian                                               |
| 1906        | Les Grands Vents venus d’Outre-mer        | Utwór na głos i fortepian                                               |
| 1906        | Le grillon                                | Utwór na głos i fortepian                                               |
| 1906        | Histoires naturelles                      | Utwór na głos i fortepian                                               |
| 1906        | Le martin-pêcheur                         | Utwór na głos i fortepian                                               |
| 1906        | Le paon                                   | Utwór na głos i fortepian                                               |
| 1906        | La pintade                                | Utwór na głos i fortepian                                               |
| 1907        | Sur l’herbe                               | Utwór na głos i fortepian                                               |
| 1907        | Vocalise-Étude en forme de Habanera       | Utwór na głos i fortepian                                               |
| 1907        | Rhapsodie espagnole (Rapsodia hiszpańska) | Utwór na orkiestrę                                                      |
| 1907        | Godzina hiszpańska (L’ heure espagnole)   | Opera                                                                   |
| 1908        | Gaspard de la nuit                        | Miniatura fortepianowa                                                  |
| 1908 – 1910 | Ma Mère l’Oye                             | Duet fortepianowy                                                       |
| 1909        | Chanson écossaise                         | Utwór na głos i fortepian                                               |
| 1909        | Tripatos                                  | Utwór na głos i fortepian                                               |
| 1909        | Menuet sur le nom d’Haydn                 | Menuet                                                                  |
| 1909 – 1910 | Daphnis et Chloé                          | Balet                                                                   |
| 1910        | Chanson espagnole                         | Utwór na głos i fortepian                                               |
| 1910        | Chanson française                         | Utwór na głos i fortepian                                               |
| 1910        | Chanson hébraïque                         | Utwór na głos i fortepian                                               |
| 1910        | Chanson italienne                         | Utwór na głos i fortepian                                               |
| 1910        | Chants populaires                         | Utwór na głos i orkiestrę                                               |
| 1911        | Valses nobles et sentimentales            | Miniatura fortepianowa                                                  |
| 1911        | Daphnis et Chloé                          | Suita orkiestrowa                                                       |
| 1911 – 1912 | Ma mère l’oye                             | Balet                                                                   |
| 1912 – 1913 | À la manière de...                        | Miniatura fortepianowa                                                  |
| 1913        | Prélude                                   | Preludium                                                               |
| 1913        | Placet futile                             | Utwór na głosy i mały zespół instrumentalny                             |
| 1913        | Soupir                                    | Utwór na głosy i mały zespół instrumentalny                             |
| 1913        | Surgi de la croupe et du bond             | Utwór na głosy i mały zespół instrumentalny                             |
| 1913        | Trois poèmes de Stéphane Mallarmé         | Utwór na głosy i mały zespół instrumentalny                             |
| 1913        | Daphnis et Chloé                          | Suita orkiestrowa                                                       |
| 1913        | Danse gracieuse de Daphnis                | Suita fortepianowa                                                      |
| 1914        | Deux mélodies hébraïques                  | Utwór na głos i fortepian                                               |
| 1914        | L’Enigme éternelle                        | Utwór na głos i fortepian                                               |
| 1914        | Kaddich                                   | Utwór na głos i fortepian                                               |
| 1914        | Trio fortepianowe d- moll Op. 70/1        | Trio fortepianowe                                                       |
| 1914 – 1915 | Nicolette                                 | Utwór na głos i fortepian                                               |
| 1914 – 1915 | Trois beaux oiseaux du paradis            | Utwór na głos i fortepian                                               |
| 1914 -1915  | Trois chansons                            | Utwór na głos i fortepian                                               |
| 1914 -1915  | Ronde                                     | Utwór chóralny                                                          |
| 1917        | Le tombeau de Couperin                    | Miniatura fortepianowa                                                  |
| 1918        | Frontispiece                              | Duet fortepianowy                                                       |
| 1918        | Alborada del Gracioso                     | Utwór na orkiestrę                                                      |
| 1919        | Le tombeau de Couperin                    | Utwór na orkiestrę                                                      |
| 1919 – 1920 | La valse, poème choréographique           | Utwór na orkiestrę                                                      |
| 1920 – 1921 | Sonata na skrzypce i wiolonczelę          | Duet smyczkowy                                                          |
| 1920 – 1923 | L’enfant et les sortilèges                | Opera                                                                   |
| 1922        | Berceuse sur le nom de Gabriel Fauré      | Duet na skrzypce i fortepian                                            |
| 1922 – 1923 | Tzigane, rhapsodie de concert             | Utwór na skrzypce i orkiestrę                                           |
| 1923 – 1924 | Ronsard à son âme                         | Utwór na głos i fortepian                                               |
| 1923 – 1924 | Sonata na skrzypce i wiolonczelę No. 2    | Duet na skrzypce i fortepian                                            |
| 1925 – 1926 | il est doux                               | Utwór na głos i fortepian                                               |
| 1925 – 1926 | Nahandove                                 | Utwór na głos i fortepian                                               |
| 1925 – 1926 | Aoua                                      | Utwór na głosy i mały zespół instrumentalny                             |
| 1925 -1926  | Chansons madécasses                       | Utwór na głosy i mały zespół instrumentalny                             |
| 1927        | Fanfare                                   | Balet                                                                   |
| 1927        | Rêves                                     | Utwór na głos i fortepian                                               |
| 1928        | Boléro                                    | Utwór na orkiestrę                                                      |
| 1929 – 1933 | Koncert fortepianowy D-dur na lewą rękę   | Koncert fortepianowy                                                    |
| 1929 – 1933 | Koncert fortepianowy G-dur                | Koncert fortepianowy                                                    |
| 1932 – 1933 | Don Quichotte à Dulcinée                  | Utwór na głosy i orkiestrę                                              |
| 1932 -1933  | Chanson à boire                           | Pieśń                                                                   |
| 1932 -1933  | Chanson épique                            | Pieśń                                                                   |
| 1932 -1933  | Chanson romanesque                        | Pieśń                                                                   |
| 1933        | Une barque sur l’océan                    | Utwór na orkiestrę                                                      |